# Wilson Cary Nicholas
Wilson Cary Nicholas (Williamsburg, 31 gennaio 1761 – Tufton, 10 ottobre 1820) è stato un politico statunitense.

## Biografia
Fu il diciannovesimo governatore della Virginia. Nato nello stato della Virginia frequentò il College di William e Mary ed in seguito partecipò alla guerra d'indipendenza americana.

## Riconoscimenti
La Contea di Nicholas è stata chiamata così in suo onore.